# Günzach
Günzach – miejscowość i gmina w południowych Niemczech, w kraju związkowym Bawaria, w rejencji Szwabia, w regionie Allgäu, w powiecie Ostallgäu, wchodzi w skład wspólnoty administracyjnej Obergünzburg. Leży w Allgäu, około 15 km na zachód od Marktoberdorfu, przy linii kolejowej Lindau (Bodensee)-Augsburg.

## Demografia
| Rok  | Liczba mieszkańców |
| ---- | ------------------ |
| 1970 | 1 259              |
| 1987 | 1 235              |
| 2000 | 1 432              |

## Polityka
Wójtem gminy jest bezpartyjna Brigitte Schröder, w skład rady gminy wchodzi 12 osób.
|      | CSU/Parteilose Wähler | SPD/Pro Günzach | Razem |
| 2008 | 6                     | 6               | 12    |
| 2002 | 6                     | 6               | 12    |